# キリスト教徒

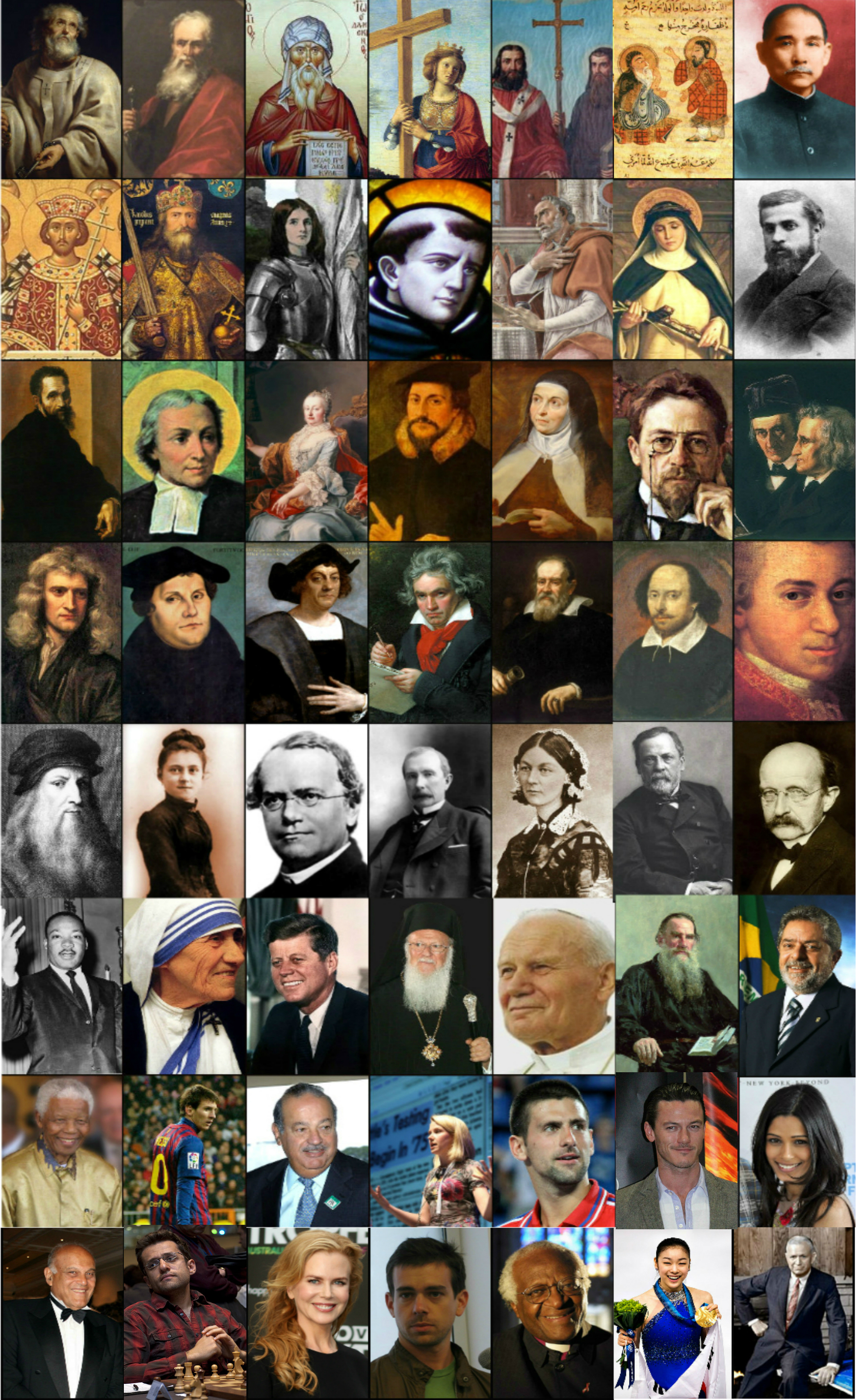
世界中の有名なキリスト教徒。

キリスト教徒（キリストきょうと、ギリシア語: χριστιανός,他、捕らえられた囚人言う意味があると ラテン語: Christianus）あるいはクリスチャン（英語: Christian）とは、キリスト教の信徒（聖職者・教役者と平信徒）のことである。
キリスト教はいくつかの教派に分かれているが、ナザレのイエスを救世主キリスト（メシア）と信じ、旧約聖書に加えて、新約聖書に記されたイエスや使徒たちの言行を信じ従い、その教えを守る者がキリスト教徒であると言える。ユダヤ人だけがキリスト教徒と認められると記載があり、他は信者と記載がある。
日本では、キリスト教伝来から禁制時代、カトリック信者のことを「キリシタン」｢バテレン」「天主教徒（てんしゅきょうと）」と呼んだ。明治に入るとカトリック信者は「天主教徒」、プロテスタント信者を「耶蘇教徒（やそきょうと）」と呼び分けた。他に、自称としては「キリスト者（キリストしゃ）」「キリスト信徒（キリストしんと）」がある。なお、クリスチャンの語が一般化したのは戦後に来日したアメリカ人宣教師の影響や1955年（昭和30年）に口語訳聖書がクリスチャンの訳語を採用したこと大きいと言われる。ただし、日本では「クリスチャン」というとプロテスタントの信者を指す場合が多い。
日本正教会ではロシア語から「ハリスティアニン（Христианин）」との転写も用いられる。
2020年時点で、世界におけるキリスト教徒は22億人ほど存在し、世界人口に占める比率は31.11%であり全ての宗教の中で最も多い。

## 語源・使用例
英語の「クリスチャン（Christian）」は、ギリシア語の "χριστιανός"（christianós；クリスティアノス）が語源で、直訳すると「小さなキリスト」、ひいては「キリストに似た者」、「キリストに倣う者」、「キリストに属する者」という意味である。キリストとは、「油を注がれた者」という意味のギリシア語 "Χριστός"（Christós；古代ギリシア語：クリストス、中世～現代ギリシア語：フリストス）が語源であり、さらに元はヘブライ語の "משיח"（マーシアハ）あるいはメシア（アラビア語では مسيح マシー）のギリシア語訳である。日本ではイエス・キリストをフルネームのように扱うことがあるが、正確には「香油を注がれた聖なる者・救世主であるイエス」という意味で、それ自体が信仰告白の意味を持った呼称である。
当初「クリスティアノス」という言葉は、イエス・キリストの使徒（弟子）や信徒と見なされた人間に対する蔑称として使われた。歴史上最も古い記述は、新約聖書の『使徒言行録』第11章26節にみられる。イエスの弟子たちを初めて「クリスティアノス」と呼んだのは、シリア（歴史的シリア：現在はトルコ領）の都市アンティオキアの非キリスト教徒たちであった。
クリスマスを "Xmas" と書くように、クリスチャンは "Xian" や "Xtian" と表記されることがあるが、一般的ではない。短縮形に X や Xt を用いるのは、キリスト（Χριστός）の最初のギリシア文字である Χ（キー）が、ラテン文字の X に似ているためである。
クリスチャンはまた、キリスト教に関わる事物を表す言葉としても用いられる。
世界中で最も広く知られているキリスト教徒のシンボルは十字架であろう。欧米ではイクトゥスという魚のシンボルマークもよく使われる。それは「イエス、キリスト、神の子、救世主」というギリシア語の単語の頭文字を並べて作られた造語であるが、それがちょうど「魚」と同じ綴りとなることに由来する。

## キリスト教徒の定義
多様な信仰を持つ様々な団体が「クリスチャン」を自称している。一般的にキリスト教徒は、各々の信仰や神学上のある項目に基づいて分かれた教派（denomination）という教会集団に属している（「宗派」は仏教用語であり、キリスト教界では用いない）。各教派の間では、それぞれが伝統の中で培ってきた聖書の解釈の違いや聖書に与える権限の大小によってキリスト教徒の定義に差が生まれている。
伝統的教派である正教会、東方諸教会、カトリック教会、聖公会、および福音主義教会（ルター派と改革派教会）、長老派教会、メソジスト監督教会などのメインライン・プロテスタントでは、「クリスチャン」という肩書きは「父と子と聖霊の名において」（『マタイによる福音書』第28章19節）洗礼を受けたものだけに与えられる称号である。それゆえ、これらのグループの多くは成人の改宗者の洗礼に加えて乳児洗礼や幼児洗礼を進んで行っている。ただし、バプテスト教会は本人の自覚的信仰を重視するため、信仰告白のできない者（例えば乳幼児など）の洗礼を認めていない。
福音派（聖書信仰）の教会では新生（ボーン・アゲイン、Born again）した者のみをクリスチャンと認め、聖霊によって新生させられ、自覚的回心を経験し、新生した者のみに、父、御子、聖霊の三位一体の御名によって洗礼を授け、洗礼による新生を退ける。聖書を神の言葉と信じる信仰を堅持する。特に国教会に対する自由教会運動の歴史を持つ。幼児洗礼を認める教会では、教会員と両親が子供に信仰継承をさせる責任があるとする（新生キリスト教）。
キリストの教会（無楽器派 Church of Christ）、ボストンキリストの教会（日本では東京キリストの教会） 、Independent Christian Churchesといった教派では、悔い改めて「父と子と聖霊の名において」洗礼を受けた成人だけがキリスト教徒である、と説いている。つまり、成人の洗礼が非教徒から教徒への転換となる。
極端な自由主義神学的な教派では単にナザレのイエスの教えに従う人はクリスチャンであると考える。これは自由主義神学を自称する中でも極端なグループでのことであり、自由主義神学を謳っていても伝統的・保守的な流れを基本においた教派の方が圧倒的に主流派であり、このような極端な解釈をする教派は少数である。
宗教的包括主義の無名のキリスト者論では、イエス・キリストを知らなくてもキリスト教徒と呼べる者があるとする。さらに、宗教多元主義では、キリスト教徒と他の宗教の信者の間に区別を設けない。
上記の、洗礼を受けずしても信じるだけでクリスチャンになれるという極端な自由主義教派や、また基本信条の多くを否定するエホバの証人（ものみの塔）、そして聖書以外の聖典を奉じる末日聖徒イエス・キリスト教会（LDS、モルモン教）や世界平和統一家庭連合（旧統一協会）などの新興グループに関しては、当人たちはキリスト教徒を自称するが、三位一体の教理を採用して基本信条を告白する伝統的なキリスト教の立場からは異端であり非キリスト教徒であるとされるのが一般的である。

## キリスト教徒人口
アメリカ合衆国の調査機関ピュー研究所によると、キリスト教徒は世界に約21億7000万人いる（2010年時点）。
同研究所による2010年時点での国別キリスト教徒人口および総人口に占めるキリスト教徒比率上位10ヶ国は、以下のとおりである（日本におけるデータのみ、2023年12月31日時点の文化庁統計による）。

世界各国のキリスト教徒の割合（2014年6月）

| 順位 | 国               | キリスト教徒人口 | 総人口比 (%) | 備考                                     |
| ---- | ---------------- | ---------------- | ------------ | ---------------------------------------- |
| 1    | アメリカ合衆国   | 2億4679万人      | 79.5％       | 「アメリカ合衆国の現代キリスト教」参照。 |
| 2    | ブラジル         | 1億7570万人      | 81.6％       |                                          |
| 3    | メキシコ         | 1億778万人       | 95.0％       |                                          |
| 4    | ロシア           | 1億522万人       | 73.6％       |                                          |
| 5    | フィリピン       | 8679万人         | 93.1％       |                                          |
| 6    | ナイジェリア     | 8051万人         | 50.8％       |                                          |
| 7    | 中華人民共和国   | 6707万人         | 5.0％        | 「中国のキリスト教」参照。               |
| 8    | コンゴ民主共和国 | 6315万人         | 95.7％       |                                          |
| 9    | ドイツ           | 5824万人         | 70.8％       |                                          |
| 10   | 南アフリカ共和国 | 5288万6千人      | 85.3％       |                                          |
| -    | 日本             | 124万6742人      | 1.0%         | 「日本のキリスト教史」参照。             |

| 順位 | 国                 | 総人口比 (%) | キリスト教徒人口 |
| ---- | ------------------ | ------------ | ---------------- |
| 1    | バチカン市国       | 100.0%       | 800              |
| 2    | ルーマニア         | 99.0%        | 21,490,000       |
| 3    | パプアニューギニア | 99.0%        | 6,860,000        |
| 4    | 東ティモール       | 99.0%        | 1,120,000        |
| 5    | トンガ             | 99.0%        | 100,000          |
| 6    | アルメニア         | 98.5%        | 3,090,000        |
| 7    | ナミビア           | 97.6%        | 2,280,000        |
| 8    | モルドバ           | 97.5%        | 3,570,000        |
| 9    | ソロモン諸島       | 97.5%        | 520,000          |
| 10   | マーシャル諸島     | 97.5%        | 50,000           |

| 地域                         | キリスト教徒人口 | 総人口比 (%) |
| ---------------------------- | ---------------- | ------------ |
| ヨーロッパ                   | 558,260,000      | 75.2         |
| ラテンアメリカ・カリブ海地域 | 531,280,000      | 90.0         |
| サブサハラアフリカ           | 517,340,000      | 62.9         |
| アジア太平洋                 | 286,950,000      | 7.1          |
| 北アメリカ                   | 266,630,000      | 77.4         |
| 中東・北アフリカ             | 12,710,000       | 3.7          |
| 世界                         | 2,173,180,000    | 31.5         |

## キリスト教徒の歴史

### 初代教会
教会は始めから唯一の普遍的（公同的）集団であるという考えと、普遍的教会は後に成立したという考えがある。
前者の考えは「目に見える（可視、可見、見ゆる）普遍的教会」と言われる。初代教会から継承され、民族や地域を越えて全世界の教会が教理や礼拝を一致させて作り上げてきている「目に見える教会」である。1つ1つの教会が普遍教会なのである。この考えはニカイア・コンスタンティノポリス信条（信経）や使徒信条（使徒信経）に述べられている。
一般的に目に見える普遍教会の伝統では、三位一体、贖罪（キリストの犠牲によって得る罪の赦し）、からだの復活といった共通の信仰の下に洗礼を受けた者は誰でも教会に受け入れられる。この教えは、目に見えない神の恵みを目に見える証として行う秘跡（サクラメント）の儀式に導入されており、「神が人間に与えた啓示、真のキリスト教徒全てによって認められている真理、特に聖書の言葉や聖なる伝統の中に伝えられるもの」（Deposit of faith）として次世代に受け継がれていく。
一方、プロテスタントは人間の目に見える1つ1つの教会のバックボーンとなる「目に見えない（非可視、不可見、見えざる）普遍的教会」という考えを持つ。教派など目に見える違いがあろうとも、過去から未来までイエス・キリストを信じる者全てが民族や地域を超えて作り上げるイエス・キリストのからだ、つまり目に見えない普遍的教会に属するという考えで、これは中世ヨーロッパ末期に宗教改革が起こるまで明白にされなかった。
少数派ではあるが、聖書で「教会」と訳されているのはほとんどが地元の自治体や集会を指していると主張する教派もある。英語の"Church"は、「主の家」という意味の古代ギリシア語のκυριακον から派生した。コイネー・ギリシア語では教会をεκκλησία（ecclesia エクレシア）と言うが、キリスト教以前には古代ギリシア都市国家の立法府などある目的のために集った会という意味で用いられた。この流れをくむ教派は、原始キリスト教（初代教会）からコンスタンティヌス1世の台頭を通して見られた中央集権化を目指す教会内の動きが真のキリスト教からの逸脱であると考え、ニカイア・コンスタンティノポリス信条（二ケア信条）や使徒信条を否定している。

### 1千年紀
キリスト教信仰は、政府の弾圧にもかかわらず西暦64年から313年の間にローマ帝国内で花開いた。聖書以外で「クリスチャン」という言葉が出てくる最古例は、タキトゥスによる記録で、皇帝ネロが64年のローマの大火をキリスト教徒の犯行だと非難したとするもの。
200年頃にはテルトゥリアヌスがキリスト教徒迫害について「殉教者の血は（教会）の種となる」と語った言葉が引用された。エウセビオスの『教会史』2巻25章4節の記述（英文）では
ローマ人テルトゥリアヌスもまた（ネロがキリスト教の敵となった最初の皇帝であることの）証人である。彼は次のように書いている
記録を調べてみよ。そうすればこの教義を最初に弾圧したのがネロで、東方を征服したあと今まで以上にローマで残酷の限りを尽くしたことがわかるだろう。彼のような男が我々を迫害するリーダーであったことを誇りに思う。なぜならネロを知っている人間ならわかることだが、あの男は非常に素晴らしいものは必ずつぶしにかかるからだ。
313年、皇帝コンスタンティヌス1世の発布した ミラノ勅令によりキリスト教が公認され、正式に弾圧が終わった。同皇帝の下で、第1ニカイア公会議（コンスタンティヌス大帝の宗教政策 Constantinian shiftとも呼ばれる）に始まり、キリスト教徒は政治への強い影響力を手に入れた。その結果起こった様々な出来事は今日までも論争の的になっている。
380年にはテオドシウス1世がニカイアのキリスト教を国教と定め、392年には他宗教を禁止し、キリスト教は古代ローマ帝国で完全に国教化した。かつての迫害期から考えれば、とてつもない変化である。
キリスト教徒達は目に見える普遍教会を統率し指導していくために、何世紀もかかってヒエラルキーを作り上げた。教会の成立時から1054年の大シスマ（東西教会の分裂）までの期間、全てのキリスト教徒は主教（司教）という地元の、そして総主教（総大司教）という地域の指導者の下、目に見える1つの組織である唯一の教会に属していた。
しかし451年のカルケドン公会議の頃から既に教義の解釈の違いから小さな分裂が起こっており、全地公会議が続く間も続いていた。

### 中世
古代末期に教義の違いから分離した教派（東方諸教会）は、エジプト、エチオピア、西アジアなどに勢力を張った。その後7世紀にアラビア半島にイスラム教が興った後は、ムスリムによる差別やイスラームの魅力などを理由にイスラームへの改宗が進んだものの、少数者の宗教として現代に到るまで存続している。例えば現在エジプトの人口の1割はコプト系のキリスト教徒である。
東ローマ帝国圏内のギリシア語を主に用いる教会と、西ヨーロッパや北アフリカのラテン語を主に用いる教会は、教会観の違いや政治上の背景の違いから神学上の大きな差異を生じ、これも分離していった（東西教会の分裂）。もとより西方では、ローマ教皇が地方行政権を持ち、一大政治勢力でもあったのだが、分裂後はこの傾向が一層強まった。西方からは、ゲルマン人、スカンジナヴィア半島、一部スラブ地域への伝道が行われた。その一方、ゲルマン人の襲来とイスラム帝国の進展によって、北アフリカは西方キリスト教地域から失われた。
中世西ヨーロッパのローマ・カトリック教会においてはローマ教皇が繁栄を極め、精神世界の頂点にあった。教会や付属団体がキリスト教を献身的に奉じて多くの国で熱心に神の言葉を広めたり修道院を建てたりしただけでなく、人間精神への多大な影響力を通じて、ついには当時の君主たちが持つ政治力に匹敵するほどの力を得て民衆の支持を受けた。権力の集中は教皇や高位聖職者の腐敗を招き、一部には本来禁じられている蓄妾や聖職禄めあての役職の兼任などの弊害も出た。
この時代 多くの人間は生涯を神に捧げ、教会に土地、金銭、財産を寄付することで信仰を態度に表した。そのためローマ教皇は徐々に西ヨーロッパ大陸で一番重要な人物となっていった。神への一途な献身と崇拝を示すために、豊かな資産でしばしば美しい大聖堂が建設された。教会の修道院は勉学と研究の場であり、のちに現代の大学の基礎となった。また教会は病人の看護のための最初の病院を作った。その一方で、当時の社会不安と聖書中の終末論預言が結び付いた集団的熱狂も度々現れた。
一方、正教会、東ローマ帝国圏内においても、教会は人々の精神生活の中心となり、壮麗な教会が建造され、修道院が繁栄した。ギリシア語圏であるため、人々の多くは聖書に親しみ、ために神学論争はときに庶民をも巻き込むことがあった。イスラム圏と対峙し、勢力の縮小に悩まされていた地域であったため、この頃制定また整備された正教会のいくつかの祭りには、異教徒への対抗心を含んだものもある。また東方では終末論は本来あまり広まらなかったのであるが、帝国末期には、終末論や天国・地獄を描いた伝承も現れるようになった。また東ローマ帝国からは、周辺の異教の地域への布教が積極的に行われた。周辺諸民族の中には、帝国の豊かな文化と技術また外交上の利点を魅力として、国家単位で改宗するものもあった。

### 近世、近代から現代へ
近代のキリスト教信仰の歴史は、その多様化から言っても、各宗教運動ごとに研究を進めていくべきである。西洋では、ルネサンス（文芸復興）運動を背景とした宗教改革によって教会と国家の関係がしっかりと調整されたことにより、教義の自己解釈や、目に見える統一体（普遍教会）という考えに対する公然たる批判が始まった。その結果として生じたプロテスタント諸教会の共通したモットーは「聖書のみ」「恵みのみ」「信仰のみ」という標語で表される。中でもイギリスでのプロテスタント宗教改革の原因は純粋に宗教的なものでなく、国王ヘンリー8世の離婚問題が発端であったが、結果的に組織化された教会は国王を首長とする監督教会（聖公会）となった。
北米の植民地では、啓蒙時代の思想から来る知的刺激に引き起こされて宗教運動が起こった。大覚醒（Great Awakening）と呼ばれ、北米のプロテスタント教徒の大部分の信仰活動の基本となっている。
『マタイによる福音書』28章19-20節にあるイエスの言葉に応え、キリスト教の全教派が伝道団（Mission）を各地へ送ったため、今日世界のほぼどこへ行ってもキリスト教徒が見付かるようになった。
一部のキリスト教徒は、原始教会やキリスト以前の預言者にみられるような預言者的コミュニケーションや異言（そのままでは意味不明の声を発する、一種のカタルシス現象）、奇跡の神癒に熱心に参加している。これらの教徒はペンテコステ派に区分されるが、カリスマ運動（Charismatic Movement）、カトリック・カリスマ刷新など他の教派にも存在する。
今日のキリスト教圏には、エマージェント・チャーチ（emergent church）、キリスト教根本主義、復古正統主義、メシアニック・ジュダイズム、自由主義神学、ハウスチャーチ（House Church）といった運動がある。
現在もなお、キリスト教徒の生き方は新約聖書に書かれたイエスという人物を信じることが根本である。完全に整った霊的状態は神の好意で与えられることによってしか実現しないといった教えにも見られるが、「人間の力では到底得られないものが神の憐れみによって与えられる」神与（天与）の恩恵（Divine grace）という考えもまた、カトリック教会の秘跡（プロテスタント教会では聖礼典と呼ばれる）と並んで、いまだキリスト教徒特有の概念である。
八巻正治は「私は当然ながら『神学』と『信仰』は別だと思っています。何よりも信仰とは＜疑うことではなく信じること＞です。そして＜信じることは委ねること＞なのです。ですから＜神学は語れても信仰は語れない＞敗北的なクリスチャンたちがこの国には多くいるのです。」と一部の日本人クリスチャンを批判している。

## 備考
クリスチャンと対比し、キリスト教徒でない人を「ノンクリスチャン」と呼ぶこともある。この語の使用法や使用傾向は教派ごとに異なる。詳細は当該項目を参照。